# Abington (cràter)
Abington és un cràter d'impacte en el planeta Venus de 21,7 km de diàmetre. Porta el nom de Frances Abington (1737-1815), actriu britànica, i el seu nom va ser aprovat per la Unió Astronòmica Internacional el 1994.